# 지영준 (육상 선수)
지영준(池永駿, 1981년 10월 15일 ~ )은 대한민국의 육상 선수이다. 현재 코오롱 육상단 소속의 플레잉 코치를 맡고 있다.

## 대회 경력
- 2003년 동아서울마라톤 2위
- 2004년 중앙서울마라톤 5위
- 2004년 하계 올림픽 마라톤 국가대표
- 2006년 일본 호크렌 디스턴스 챌린지대회 5000m 4위
- 2006년 아시안 게임 육상 국가대표
- 2009년 대구국제마라톤 1위 (2시간 08분 30초)
- 2010년 아시안 게임 마라톤 국가대표 (금메달 획득, 2시간 11분 11초)
- 최고기록: 2시간 08분 30초